# Symport
Un symport est une protéine intégrale de membrane (ou protéine transmembranaire)  qui implique le déplacement dans la même direction d'au moins deux molécules ou ions différents à travers des membranes phospholipidiques tel que la membrane plasmique, ce qui en fait un type de cotransporteur. En général, le ou les ions vont se déplacer en fonction du gradient électrochimique, permettant à d'autres molécules d'aller à l'encontre du gradient de concentration. Le déplacement des ions à travers la membrane relève de la diffusion facilitée et est couplé avec un transport actif de molécules.

## Exemples
Le SGLT1 dans l'épithélium intestinal transporte des ions sodium (Na+) et du glucose à travers la membrane luminale des entérocytes pour qu'ils puissent par la suite rejoindre la circulation sanguine. 
Ce transport est utilisé dans la thérapie de réhydratation orale. Sans ce symport, les canaux sodiques et glucidiques ne seraient pas capable de déplacer le glucose à l'encontre de son gradient de concentration pour qu'il se retrouve par la suite dans la circulation sanguine. 
Le Symport Na+/K+/2Cl− dans l'anse de Henle dans les tubules rénaux des reins transporte 4 molécules de 3 types différents; un ion sodium (Na+) , un ion potassium (K+) et deux ions chlorure (Cl−). Des diurétiques de l'anse tel que le furosémide agissent sur ce canal. 
L'entrée de la molécule de Pyruvate dans la mitochondrie se fait via la Pyruvate translocase, protéine transmembranaire de la membrane interne mitochondriale qui transporte en même temps, dans la même direction, un proton H+.
Dans les racines des plantes, après avoir expulsé à l'aide d'une pompe les H+, elles utilisent un symport H+/K+ pour créer un potentiel osmotique chimique dans la cellule. Ceci permet aux racines de prélever de l'eau par osmose dans le xylème afin que les racines restent dans un environnement hypotonique.